# حزب بيرو الأخضر
حزب بيرو الأخضر (بالإسبانية: Partido Verde Peru)‏ أو سابقًا حزب البيئة البديل الأخضر في بيرو هو حزب الخضر في بيرو.

## روابط خارجية
- الموقع الرسمي
 باللغة الإسبانية